# 핀란드의 교육
핀란드의 교육은 핀란드 학생들에게 수업료가 없는 ‘평등주의 노르딕 제도’(egalitarian Nordic system)이다. 7살에 시작해서 9학년까지는 의무교육이며, 이들에게는 무상급식(lukio)이 제공된다. 학생들은 인근의 학교에 진학을 하며, 종합 학교 이후의 고등 학교에서는 직업 교육과 학문 교육, 두 개의 체계로 분리된다.

## 개요
핀란드의 초등 교육 학제는 9년제를 따르며, 의무교육이다. 홈스쿨링이 허용되기는 하지만, 드문 편이며 7살( 마땅한 이유가 있으면 6살 ) 때부터 시작하여 대한민국의 중3의 연령이 되는 15세나 16세 때 끝나게 된다.
사립학교는 거의 대부분 존재하지 않으며, 사립학교의 설립에는 의회의 승인을 받아야 한다. 일단 설립이 되면 그 지방의 학교와 동일한 규모로 주어지는 국가가 허용한 비교가 주어진다. 그러나 사립학교라고 해도, 수업료를 발부하는 것은 엄격히 금지된다. 어떤 사립 학교도 지방 학교에서 부과되는 것 이상의 것을 인정하지 않는다. 게다가 사립학교는 지방 학교에서 주어지는 모든 권리를 주어야 한다. 그런 이유로 현존하는 사립학교는 대개 종교 재단이 세운 학교나 대안학교(Waldorf School)이다.
초등학교의 첫 1년 동안은 언어 교육 등에만 학점이 한정되며, 학점 수치가 부분적으로 결정된다. 대개 종합 학교(comprehensive school)의 학생들은 1년에 두 번씩, 봄, 가을 학기에 보고서 카드를 제출한다.
학점은 4에서 10까지 단위로 부여된다. 개별 시험에서는 점수를 ½ 단위로 나누는 것도 허용되며, 1/4 단위를 나타내는 '+'와 '–'의 사용도 허용된다. 예를 들면, 순서대로 배열하면 "9 < 9+ < 9½ < 10– < 10"의 순이 된다. 10+라는 학점은 정말로 완벽한 성적을 낸 학생에게 보상으로 주어진다.
만약 종합 학교의 학생이 봄 학기 마지막에 4 학점을 얻으면, 여름 학기 말에 별도의 시험을 치러서 그 과목이 향상되었음을 증명하여야 한다. 학생들이 낙제점을 여러 개를 받는다면, 유급된다. 실제로 이런 경우는 드물며, 자동적으로 처리되는 사항도 아니다. 학생의 유급에 대한 결정은 학생과 학부모와 상담 후 교사와 교장의 결정으로 이뤄진다.
종합 학교의 학생들은 보건과 하루 필요량의 1/3에 해당하는 무상급식과 같은 사회적인 권리를 향유한다. 게다가 교과서와 교재, 학교에서 주관하는 장단거리 소풍을 무상으로 즐긴다.

### 2차 교육
핀란드의 두 번째 학제로 대한민국의 고등학교 과정에 해당하며, 《이차 교육》(Secondary education)이라고 한다. 이것은 실업계(Vocational school)와 인문계(Upper secondary school)로 이원화되어 있다. 실업계 학교는 취업을 대비하여, 직업 교육이나 직업 능력을 배양한다. 인문계 학교는 전인교육(all around education)을 목표로 하며, 대학 과정(tertiary education)을 준비하게 한다.
이러한 체계는 엄격하게 지켜지는 것은 아니다. 실업계를 졸업한 학생이라도 대학 교육을 받을 수 있는 자격을 가진다. 인문계고를 졸업했을 지라도 직업 교육 프로그램에 등록할 수 있는 것이다. 또한 두 종류의 학교를 동시에 다니는 것도 가능하다.
실업계 졸업생은 실업계 학교 졸업장(certificate)을 취득한다. 인문계 졸업생은 인문계 졸업장과 대학입학 자격시험 모두를 취득한다. 특별 프로그램을 통해 실업계 졸업장이나 대입 자격시험(kaksoistutkinto) 또는 이 세가지 모두를 모은 자격증(kolmoistutkinto)을 취득할 수 있다. 인문고와 실업고 졸업장은 '전문대학 입학'에 더욱 중요하며, 대학 입학 자격시험은 대학 입학을 위해서는 필수적으로 취득해야 한다. 그러나 예외적으로 자체 입학 시험을 치루는 대학들도 적지 않다.
인문계 학교는 전국적으로 성적이 매겨지는 대학 입학 시험을 치른다. 이 시험은 원래 헬싱키 대학교의 입학 시험이었지만, 높은 신뢰도를 유지하면서 오늘날까지 이어지고 있다. 인문계 학생들은 학교에서 보건을 보장 받고, 매일 점심을 무상급식으로 제공받는 권한을 가진다. 하지만, 교과서와 교재는 직접 사야 한다.

### 3차 교육

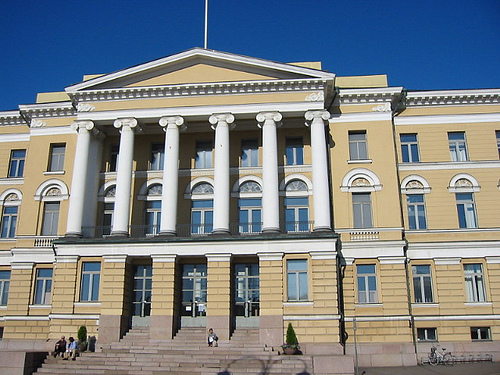
헬싱키 대학교

대학 과정에 해당하는 고등 교육으로 '제3차 교육'이라는 의미의 《삼차 교육》(Tertiary Education)이 있으며, 이것은 '종합 대학'(university)과 '전문대학'(polytechnics, 약자로 AMK/YH)로 이원화되어 있다. 대학은 모두 국립으로 비교적 쉽게 들어갈 수 있는 수준이다. 신입생을 선발 시, 학생 선발의 기준으로 국가 대입자격시험과 입학 시험이 이용된다. 종합 대학의 초점은 연구이며, 대학은 이론적인 교육을 제공한다. 전문 대학은 실용적인 기술에 초점을 두며, 연구를 추구하지는 않지만, 산업 개발 프로젝트에 종사한다. 예를 들어, 의사가 종합대를 졸업했다면, 간호사는 전문대를 졸업하게 된다. (물론 대학에도 '간호 과학'과 같은 전공 프로그램도 있다.)
보통 실업계 고등학교와 전문대학은 지자체에 의해 운영이 되며, 간혹 사립도 있기는 하다. (경찰 대학과 같은 특수한 대학은 예외적으로 내무부 주관으로 운영된다.) 하지만 모든 핀란드의 종합대학은 국가에 의해 운영된다. 학사 학위 취득에는 보통 3~4년이 소요된다.
프로그램에 따라서 석사 학위를 위한 중간 필수단계가 될 때도 있다. 반면 전문대학 학위는 3.5~4.5년이 걸린다. 핀란드 외의 국가에서는 전문대학이 종합대학보다 낮은 학위로 취급받지만, 핀란드의 교육 시스템에서는 법적으로 전문대학의 학위가 종합대학의 학위보다 낮은 지위에 있다고 생각되지 않는다.
전문대학 학사는 일반대학 석사 과정에 지원해서 학업을 계속할 수 있다. 이 과정은 보통 2년이 걸리지만, 전문대학 졸업자는 종종 일반 대학 졸업생의 수준까지 끌어올릴 수 있도록 1년을 더 이수하도록 하기도 한다. 볼로냐 프로세스(Bologna Process)는 이러한 과정을 급격히 축소시켰는데, 어떤 경우에는 아예 추가 학습이 필요치 않은 경우도 있다. 전문대학 졸업자가 관련분야에서 3년을 마친 후에는 전문대학 석사에 지원할 자격을 습득한다. 일반 대학의 학사도 추가 학습을 통해 자격을 습득할 수 있다. 이 경우에는 관련 분야의 학문이 아니라 업무에 종사해야 한다. 전문대학 석사 프로그램은 2년이 소요되며, 직장 생활과 병행할 수 있다. 학사 학위와 달리, 전문대학에서 석사 학위 졸업자는 관련 분야의 일반 대학 석사 학위와 동등하게 취급된다. 석사 학위를 마친 후 준박사 학위와 박사 학위는 일반 대학에서만 가능하다. 전문대학 석사 학위는 박사급에 준하는 자격이 부여되지 않는다.
위에서 언급한 동등한 대우라는 말은 단지, 공공 분야의 직업에 지원할 시에만 적용된다.
출석은 원칙적으로 필수적이지만, 일반 대학과 전문 대학에서 대체로 자발적으로 이뤄진다. 수업료는 부과되지는 않지만, EU 국가 외부에서 온 학생들에게는 부과를 검토 중이다. 일반 대학에서는 학생회에 가입하는 것이 필수이며, 전문대학 학생 노조는 법적으로 노조와 유사한 지위를 갖는다. 학생 노조 회원은 자발적이며, 특별한 학생 보건을 보장받지는 않는다. 핀란드의 학생들은 학생 특혜(장학금)를 받을 수 있다. 장학금이 부족하다면, 학생들은 보통 그들의 학비를 벌기위해 일을 하기도 한다. 또는 국가가 보증하는 대출도 받을 수 있다.
어떤 대학에서는 공학과 의학과 같은 분야에서 전문 학위를 제공하기도 한다. 이 경우에는 기본적인 학업 이외에도 실제로 그러한 역량을 가지고 있다는 증명과 같은 추가 요구사항을 충족해야 한다. 예를 들어, ‘의사 면허’(Lääketieteen lisensiaatti)와 같은 것들이다. 의대 학사(lääketieteen kandidaatti, medicine kandidat)는 전문의의 감독 하에 의료행위가 허용된다. 석사 학위는 존재하지 않고, 면허 학위(licentiate degree)는 완전한 박사 논문을 요구하지 않는다. 의학 박사에 해당하는 지위는 그러므로, 닥터(doctor)라고 부르지 않고, 라이센시어트(licentiate)라고 한다. 논문을 요구로 하는 연구원이나 교수 학위는 '의학 박사'(medicine doktorsexamen)라고 부른다.

### 성인 교육
3년 과정의 2차 직업 교육을 마치면, 추가 학습에 대한 자격이 정식으로 주어진다. 그러나 대학에 입학하기 전 비교적 높은 지식 수준을 요구하는 입학 시험 때문에 2차 후기 교육이 필수적이다. 2차 후기 교육은 지자체 학교 또는 성인교육 센터에서 제공되며, 이것은 직업 교육이나 종합 또는 고등 교육 수준의 학습이 주어진다. 이러한 프로그램에서 검정고시와 같은 증서를 획득하는 것도 가능하며, 종합 학교의 학점을 얻을 수도 있다. 이 새로운 교류 학습을 실업과 같은 상태에서 '성인 교육 센터'(aikuiskoulutuskeskus, vuxenutbildningscenter)에서도 배울 수 있다.
대학에서는 학생 자격없이도 개방대학 프로그램을 통해 개별적인 대학 과정에 등록할 수 있게 한다. 특별한 자격은 없지만, 소량의 수업료(코스당 60유로)가 부과된다. 전문대학도 유사한 프로그램이 있다. 대신 개방대학의 학생들은 좋은 성적으로 수료를 한다고 해도 학위를 받을 수 없으며, 대신 재학생으로 전과를 할 수 있는 자격을 가질 수 있을 것이다.
세 번째 유형의 성인 교육은 무상 교육(vapaa sivistystyö, Free Edication)을 통해 이뤄진다. 이것은 부분적으로 국비가 지원되는 독립적인 교육 기관을 통해 이뤄진다. 이곳에서는 다양한 과정과 학습 기간과 학업 수준을 제공한다. 성인 무상 교육의 목표는 전문적이거나 학위 우선의 교육이 아니라 다재다능한 재능개발을 지원하는 것에 있다. 사회와 소통을 하거나 민주주의를 향유하거나, 사회적 평등과 다양성과 같은 내용들도 있다. 역사적으로 성인 무상 교육은 19세기 말 학교를 다니지 못한 일반 국민들을 위한 노력에서 시작되었다. 성인 무상 교육이 제공되는 곳은 다음과 같은 것들이 있다.
- 206개의 시민 또는 노동 관련 기관(kansalaisopisto)
- 88개의 국민 기관(People’s Institutes)
- 14개의 스포츠 교육 센터(liikunnan koulutuskeskus)
- 20개의 여름 대학(kesäyliopisto)
- 11개의 학습 센터(opintokeskus)

대부분의 무상 교육기관은 노동관련 기관인 칸살라이소피스토(kansalaisopisto)이며, 종종 역사적인 명칭인 토바데노피스토(työväenopisto)라고 불리기도 한다. 이것은 대개 지자체가 운영하는 야간반 기관이며, 언어나 기술, 인문 과정 등을 제공한다. 학업 수준은 매우 다양하며, 많은 과정들이 사전 지식을 요구하지 않는다. 반면 칸사노피스토스(kansanopistos)는 기숙사 학교이며, 종교나 정치 재단에 의해 운영된다. 이곳에서도 다양한 프로그램을 제공한다. 이러한 모든 기관에서 각 과정은 약간의 수업료가 필요하다. 스포츠 훈련 센터는 전문적인 또는 준 전문적인 스포츠맨이 교육하는 센터이다.

### 외국어 교육
올란드 제도를 제외하고 학교에서는 핀란드어가 필수이며, 스웨덴어도 필수로 지정되어 있고, 영어 및 기타 언어에 대한 교육이 이루어지고 있다. 스웨덴계 국민은 어려서부터 TV 등을 통해 자연스럽게 핀란드어를 접하게 되고, 보통 초등학교 7학년부터 학교에서 스웨덴어를 배우기 시작한다. 현재는 스웨덴어보다 영어에 중점을 두고 있으며, 초등학교 3학년 정도부터 영어 수업을 시작한다. 또한 종합학교에서도 다른 외국어를 선택 과목으로 이수하고 있다. 그러나 외국어 과목 교육 과정 등은 지자체와 학교마다 다를 수 있다. 국가의 외국어에 대한 관심은 전반적으로 높기 때문에 4 ~ 5개 국어를 능숙하게 사용하는 핀란드인도 많다. 핀란드의 우수한 영어 교육 덕에 핀란드인은 영어 못하는 사람이 거의 없다고 한다.

## 같이 보기
- 유럽 학점 이수 시스템
- OECD 국제학생평가프로그램